# Qurayha
Qurayha (árabe القريحاء) es un lugar poblado (class P - Lugar Poblado) Bariq en Provincia de Asir, Arabia Saudita. Se encuentra a una altitud de 377 metros sobre el nivel del mar y su población es de 4556.